# Le Petit Roi (film)
Pour les articles homonymes, voir Le Petit Roi.
Pour plus de détails, voir Fiche technique et Distribution.
Le Petit Roi est un film français réalisé par Julien Duvivier et sorti en 1933.
Il s'agit de l'adaptation du livre pour enfants, Le Petit Roi, d'André Lichtenberger, publié en 1910.

## Synopsis
Michel Ier, âgé de 12 ans, est le très jeune souverain d'un pays d'Europe centrale à la stabilité politique vacillante, le trône est sujet à la convoitise du régent. Opportunément malade, le jeune roi est envoyé dans le sud de la France pour se refaire une santé. Sur place, il retrouve sa mère qu'on lui avait présentée jusque-là comme morte.

## Fiche technique
Sauf indication contraire, les informations mentionnées dans cette section peuvent être confirmées par la base de données cinématographiques Unifrance,  présente dans la section « Liens externes ».
- Titre français : Le Petit Roi
- Réalisation : Julien Duvivier
  - Assistance de réalisation : Gilbert de Knyff et Ary Sadoul
- Scénario et dialogues : Julien Duvivier, d'après le roman d'André Lichtenberger
- Musique : Tibor Harsanyi
  - Orchestre sous la direction de Maurice Jaubert
  - Avec le concours des chanteurs de Saint-Gervais et d'Yvonne Brothier de l'Opéra
- Décors : Lucien Aguettand
- Photographie : Joseph Barth et Armand Thirard
- Son : Lucy Sarazin et Robert Teyssere
- Montage : Marthe Bassi
- Production : Charles Delac et Marcel Vandal
- Société de production : Delac et Vandal
- Société de distribution : Pathé Consortium Cinéma et SGC[réf. nécessaire]
- Pays de production :  France
- Langue originale : français
- Format : noir et blanc - 1,37:1 - son Mono
- Genre : comédie dramatique
- Durée : 80 minutes
- Dates de sortie :
  - France : 21 novembre 1933
  - Belgique : 26 janvier 1934[1]

## Distribution
- Robert Lynen : le roi Michel 1er
- Arlette Marchal : la comtesse Slasko
- Béatrice Bretty : Barbara
- Jean Toulout : le comte Marski
- Marcel Vallée : Storeck
- Hubert Prélier : Pierre Zoltyk
- Paule Andral : la Régente
- Julien Clément : le professeur Bonnard
- Camille Bert : le professeur d'histoire
- Robert Le Vigan : le fou
- Charles Camus : le docteur Jacklow
- Marcel Carpentier : le régent Paul
- Maurice Schutz : l'archevêque
- Georgé : le Chambellan
- Louis Vasseur : le colonel Kremof
- Jane Méa : Madame de Stenne
- Patricia Windrow : Lillie

## Production
Le tournage débute le 1er avril 1933 aux studios de Joinville, à Joinville-le-Pont (Val-de-Marne).